# Liste des navires actuels de l'United States Navy

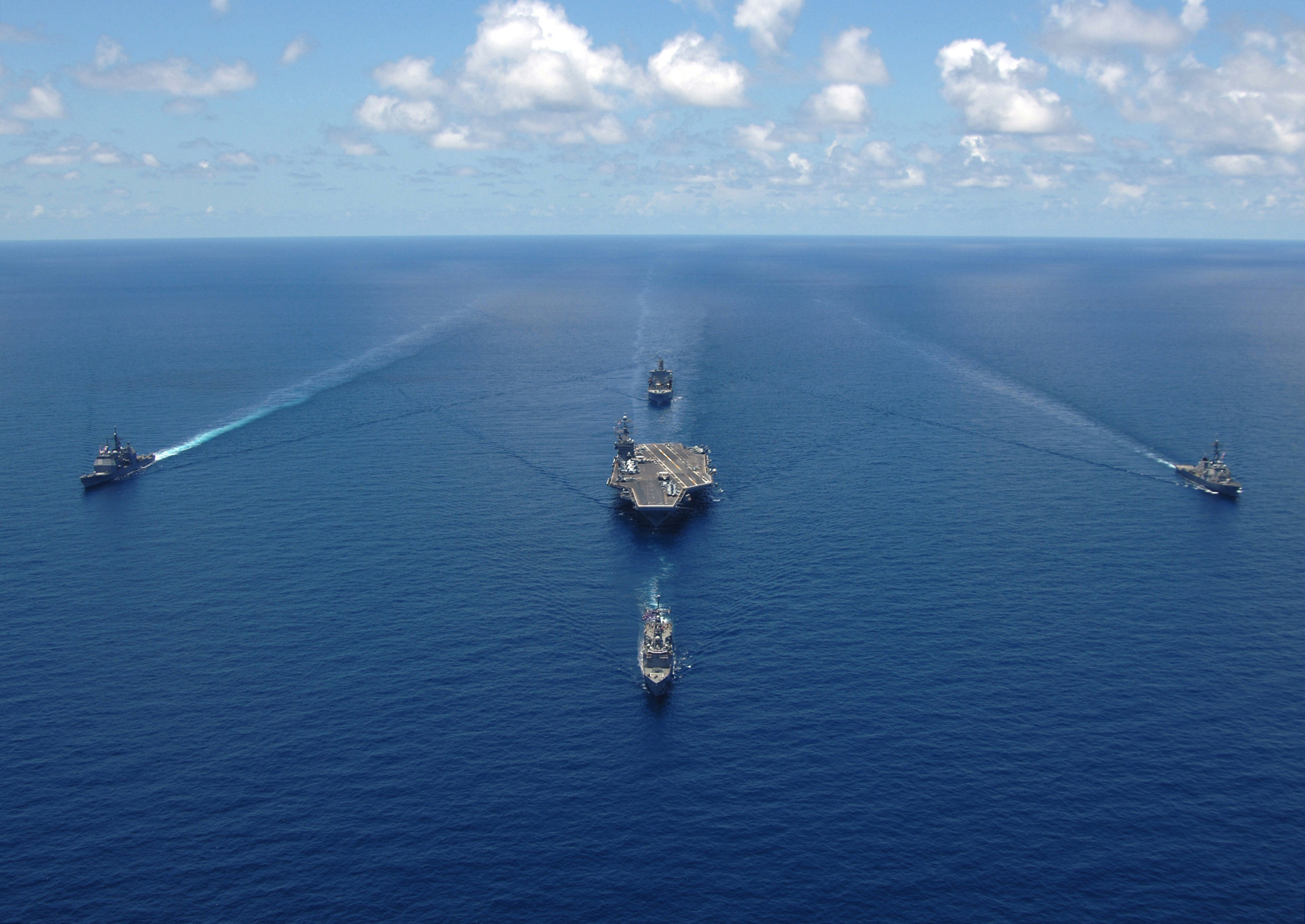
Le groupe aéronaval de l'USS George Washington (CVN-73) dans la mer des Caraïbes en avril 2006.

Cette liste correspond à la liste des navires actuels de l'United States Navy, la marine de guerre américaine. En 2014, il y a environ 430 bâtiments en service dans cette marine, en réserve ou en construction, d'après plusieurs organismes officiels comme le Naval Vessel Register, le registre des navires. L'US Navy est la marine qui a le plus fort tonnage au monde début 2013,. Certains des navires présentés ci-dessous sont également des navires dont la construction est prévue ou a été simplement ordonnée, sans qu'une quelconque opération dans un chantier naval ne soit encore réalisée.
Les bâtiments précédés du sigle USS, pour United States Ship (navire des États-Unis), indiquent que le navire a été mis en service. Avant leur mise en service, les navires sont désignés par le sigle PCU pour Pre-Commissioning Unit (unités pré-commissionnées). Les navires de support de l'US Navy sont souvent placés sous le commandement du Military Sealift Command et désignés par USNS (United States Naval Ship). Ceux portant le préfixe de MV sont des navires affrétés pour le compte de la marine américaine.
Il existe un certain nombre d'anciens navires de l'US Navy qui sont conservés comme navires musées par des villes à travers les États-Unis. En revanche, certaines de ces unités sont toujours la propriété du gouvernement américain. Par exemple l'USS Constitution qui est un trois-mâts conservé dans le service actif (et donc présent dans les listes données ci-dessous) avec un rôle de représentation de l'État, participant à des cérémonies, des programmes d'éducation et d'autres événements.
La liste des navires actuels inclut les navires qui sont en service ainsi que ceux qui sont en phase finale de construction et ceux qui réalisent leurs essais en mer mais pas ceux qui n'ont pas encore célébré leur cérémonie de commissionnement. Les navires qui ne débutent que leur construction (pose de la quille) ne sont pas inclus.
Avertissement : la mise à jour de la liste peut ne pas coïncider avec exactitude à la mise à jour du Naval Vessel Register. Qui plus est, un certain nombre de types de navires sont en langue anglaise étant donné qu'aucune traduction convenable ou officielle n'a été trouvée en français.

## Navires actuels
(par type)
Commissionnés (USS)

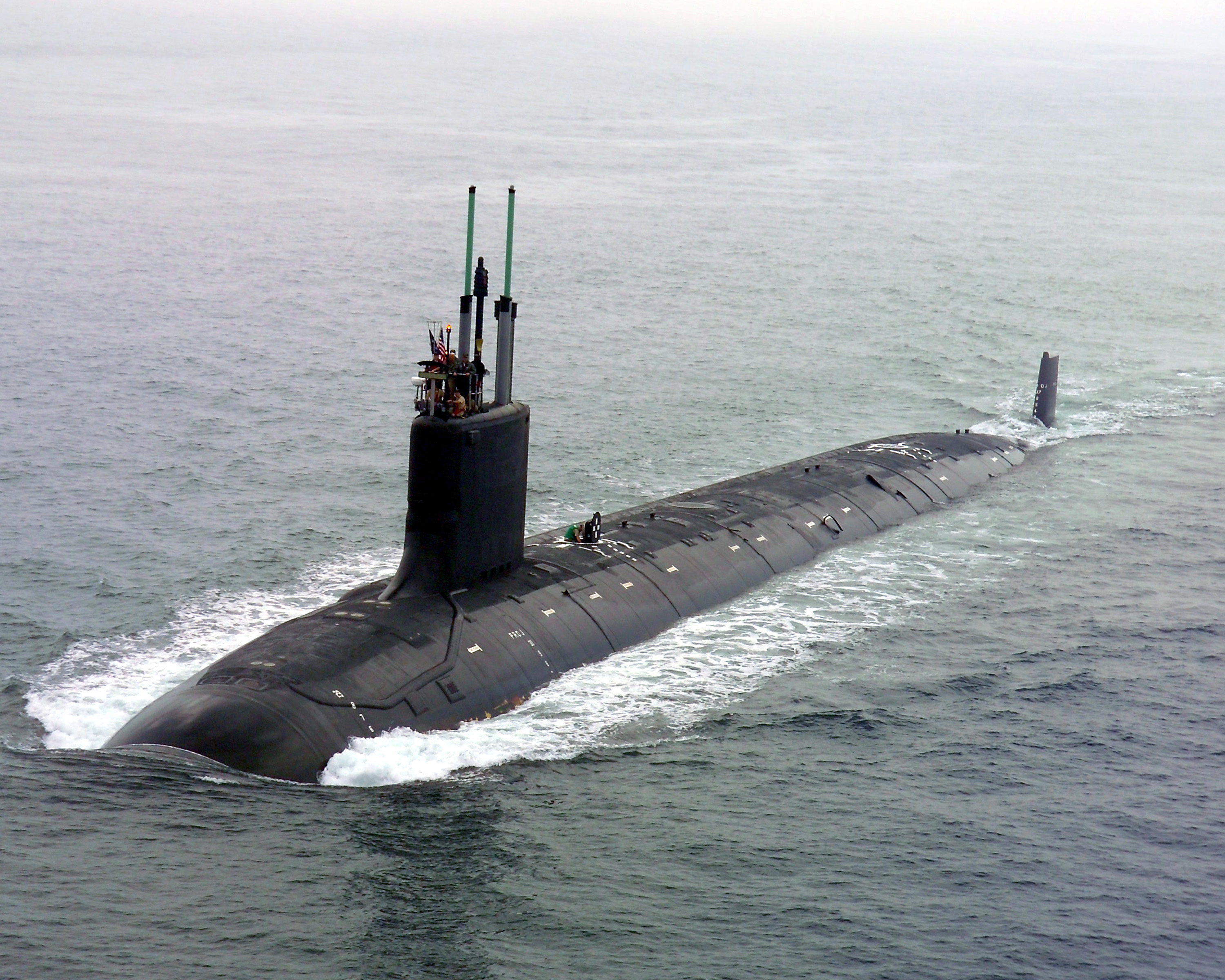
L'USS Virginia (SSN-774), un sous-marin nucléaire d'attaque de la classe Virginia.

- 1 Afloat forward staging base (* voir USS Ponce)
- 11  porte-avions
- 9 Amphibious assault ships
- 2 Amphibious command ships
- 10 Landing Platform Dock
- 52 sous-marins nucléaires d'attaque
- 14 sous-marins nucléaires lanceurs d'engins
- 1 frégate à voile (*voir USS Constitution)
- 22 croiseurs
- 63 destroyers
- 12 Landing Ship Dock
- 15 frégates
- 4 sous-marins nucléaires lanceurs de missiles de croisière
- 8 Littoral combat ships
- 11 navires de guerre des mines
- 13 patrouilleurs
- 2 ravitailleurs de sous-marins
- 1 Technical research ship (*voir USS Pueblo)

Non-commissionnés (USNS)
- 1 câblier
- 1 Crew and Support vessel
- 14 vraquiers
- 7 Joint high speed vessels
- 1 Expeditionary mobile base
- 2 Expeditionary Transfer Dock
- 3 Fast combat support ships
- 4 remorqueurs de mer
- 1 Pétrolier (1 sur 7)
- 2 High Speed Craft (2 sur 3)
- 2 navires-hôpitaux
- 2 Instrumentation ships
- 12 Maritime prepositioning ships
- 5 navires océanographiques
- 15 Replenishment oilers
- 3 remorqueurs d'urgence

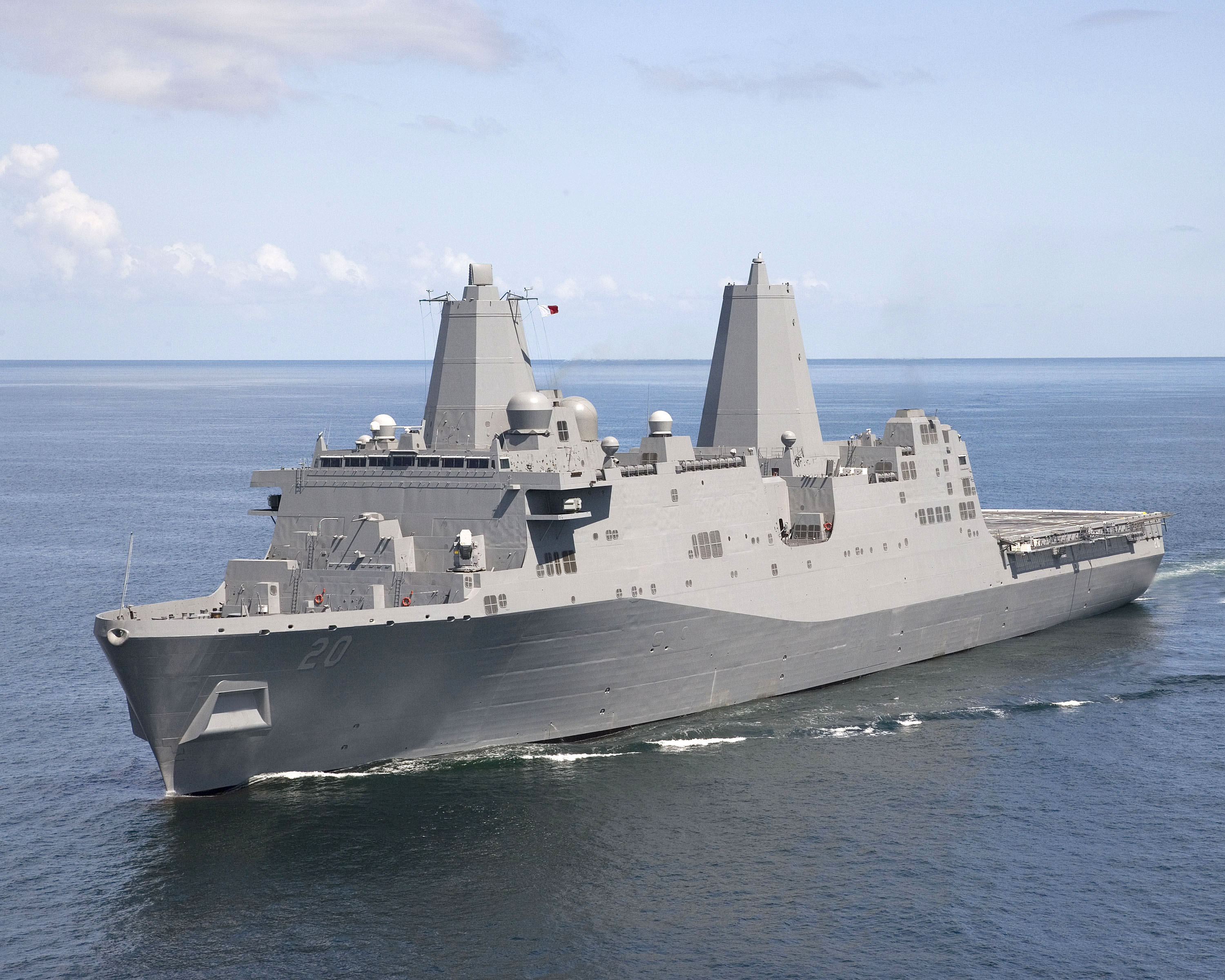
L'USS Green Bay (LPD-20), un navire de débarquement de classe San Antonio.

- 4 navires support NAVSOC (4 sur 9)
- 7 Survey ships
- 19 Vehicle cargo ships (19 sur 56)

Support (MV, RV - ou sans préfixe)
- 6 navires baraquement
- 1 cargos
- 7 porte-conteneurs
- 2 docks flottants
- 1 Fast sea frame
- 5 Pétroliers (5 sur 7)
- 13 remorqueurs de port
- 1 High Speed Craft (1 sur 3)
- 3 navire océanographique
- 1 Sea-based X-band Radar
- 1 Self Defense Test Ship

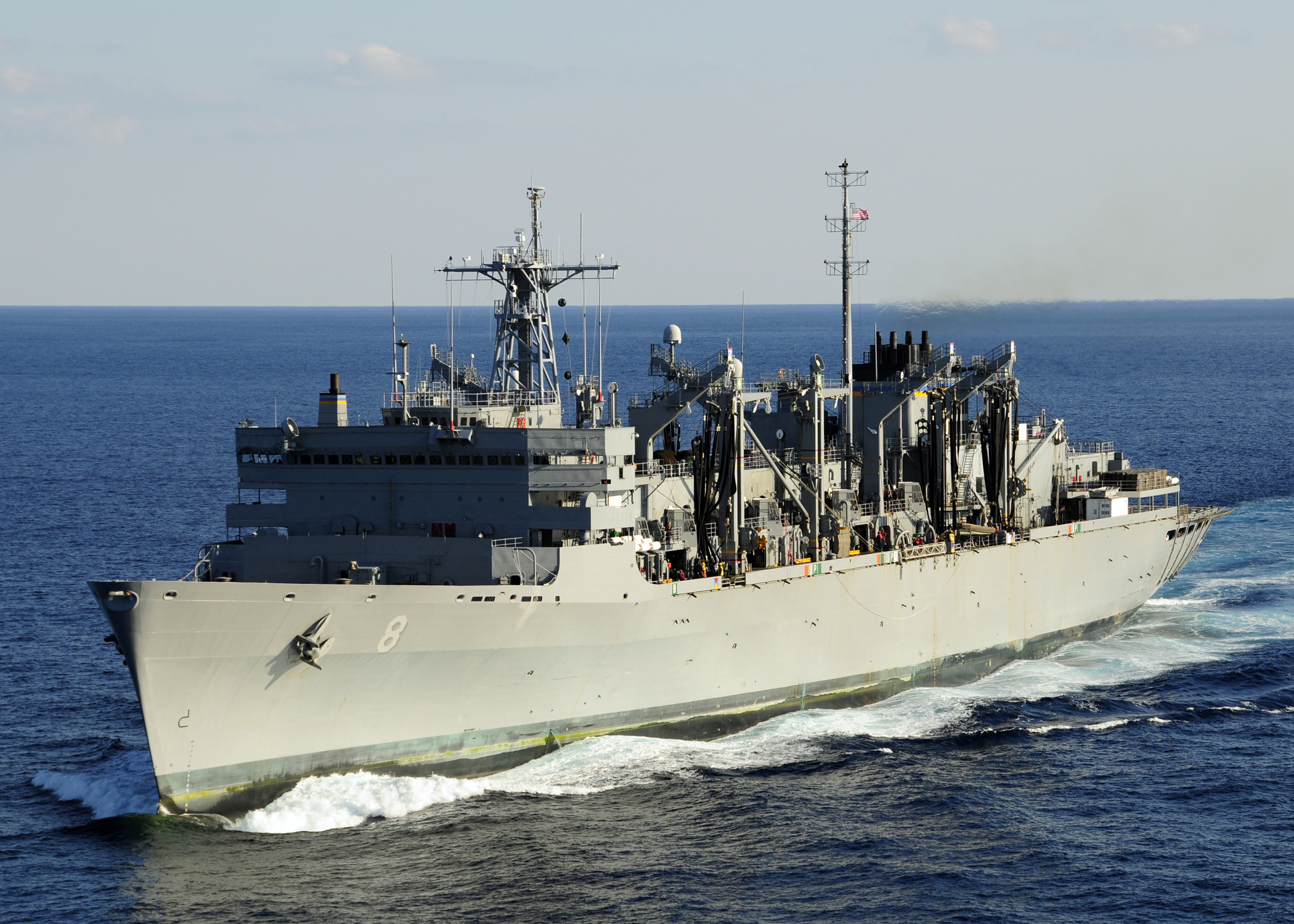
L', un fast combat support ship.

- 5 navires support NAVSOC (5 sur 9)
- 2 Torpedo trials craft
- 2 navires sans préfixe

Ready Reserve Force ships (MV, SS, GTS)
- 2 Aviation logistics support ships
- 5 cargos
- 6 grues flottantes
- 1 Pétrolier (1 sur 7)
- 37 Vehicle cargo ships (37 sur 56)

Total
Commissionnés: 234* ; Non-commissionnés : 104 ; Support : 50 ; Ready Reserve : 51.

Total général : 440

(+13 en construction et 43 prévus)
*d'après le Naval Vessel Register, à jour au 31 décembre 2016 

### En service
| Nom du navire            | Coque      | Classe               | Type                        | Mise en service   | Port d'attache                  | Commentaire |
| ------------------------ | ---------- | -------------------- | --------------------------- | ----------------- | ------------------------------- | ----------- |
| USS Abraham Lincoln      | CVN-72     | Nimitz               | Porte-avions                | 11 novembre 1989  | Norfolk, Virginie               | [ a 1 ]     |
| USS Alabama              | SSBN-731   | Ohio                 | SNLE                        | 25 mai 1985       | Kitsap, Washington              | [ a 2 ]     |
| USS Alaska               | SSBN-732   | Ohio                 | SNLE                        | 25 janvier 1986   | Kings Bay, Géorgie              | [ a 3 ]     |
| USS Albany               | SSN-753    | Los Angeles          | SNA                         | 7 avril 1990      | Norfolk, Virginie               | [ a 4 ]     |
| USS Alexandria           | SSN-757    | Los Angeles          | SNA                         | 29 juin 1991      | New London, Connecticut         | [ a 5 ]     |
| USS America              | LHA-6      | Tarawa               | Embarcation de débarquement | 11 octobre 2014   | San Diego, Californie           | [ a 6 ]     |
| USS Anchorage            | LPD-23     | San Antonio          | Landing Ship Dock           | 4 mai 2013        | San Diego, Californie           | [ a 7 ]     |
| USS Annapolis            | SSN-760    | Los Angeles          | SNA                         | 11 avril 1992     | New London, Connecticut         | [ a 8 ]     |
| USS Antietam             | CG-54      | Ticonderoga          | Croiseur                    | 6 juin 1987       | San Diego, Californie           | [ a 9 ]     |
| USS Anzlo                | CG-68      | Ticonderoga          | Croiseur                    | 2 mai 1992        | Norfolk, Virginie               | [ a 10 ]    |
| USS Ardent               | MCM-12     | Avenger              | Chasseur de mines           | 18 février 1994   | Bahreïn                         | [ a 11 ]    |
| USS Arleigh Burke        | DDG-51     | Arleigh Burke        | Destroyer                   | 4 juillet 1991    | Norfolk, Virginie               | [ a 12 ]    |
| USS Arlington            | LPD-24     | San Antonio          | Landing Ship Dock           | 8 février 2013    | Norfolk, Virginie               | [ a 13 ]    |
| USS Asheville            | SSN-758    | Los Angeles          | SNA                         | 28 septembre 1991 | San Diego, Californie           | [ a 14 ]    |
| USS Ashland              | LSD-48     | Whidbey Island       | Landing Ship Dock           | 9 mai 1992        | Little Creek, Virginie          | [ a 15 ]    |
| USS Avenger              | MCM-1      | Avenger              | Chasseur de mines           | 12 septembre 1987 | Sasebo, Japon                   | [ a 16 ]    |
| USS Bainbridge           | DDG-96     | Arleigh Burke        | Destroyer                   | 12 novembre 2005  | Norfolk, Virginie               | [ a 17 ]    |
| USS Barry                | DDG-52     | Arleigh Burke        | Destroyer                   | 12 décembre 1992  | Norfolk, Virginie               | [ a 18 ]    |
| USS Bataan               | LHD-5      | Wasp                 | Embarcation de débarquement | 20 septembre 1997 | Norfolk, Virginie               | [ a 19 ]    |
| USS Benfold              | DDG-65     | Arleigh Burke        | Destroyer                   | 30 mars 1996      | San Diego, Californie           | [ a 20 ]    |
| USS Blue Ridge           | LCC-19     | Blue Ridge           | Amphibious Command Ship     | 14 novembre 1970  | Yokosuka, Japon                 | [ a 21 ]    |
| USS Boise                | SSN-764    | Los Angeles          | SNA                         | 7 novembre 1992   | Norfolk, Virginie               | [ a 22 ]    |
| USS Bonhomme Richard     | LHD-6      | Wasp                 | Embarcation de débarquement | 15 août 1998      | Sasebo, Japon                   | [ a 23 ]    |
| USS Boxer                | LHD-4      | Wasp                 | Embarcation de débarquement | 11 février 1995   | San Diego, Californie           | [ a 24 ]    |
| USS Bremerton            | SSN-698    | Los Angeles          | SNA                         | 28 mars 1981      | Pearl Harbor, Hawaï             | [ a 25 ]    |
| USS Buffalo              | SSN-715    | Los Angeles          | SNA                         | 5 novembre 1983   | Joint Region Marianas, Guam     | [ a 26 ]    |
| USS Bulkeley             | DDG-84     | Arleigh Burke        | Destroyer                   | 8 décembre 2001   | Norfolk, Virginie               | [ a 27 ]    |
| USS Bunker Hill          | CG-52      | Ticonderoga          | Croiseur                    | 20 septembre 1986 | San Diego, Californie           | [ a 28 ]    |
| USS California           | SSN-781    | Virginia             | SNA                         | 23 octobre 2009   | New London, Connecticut         | [ a 29 ]    |
| USS Cape St. George      | CG-71      | Ticonderoga          | Croiseur                    | 13 juin 1993      | San Diego, Californie           | [ a 30 ]    |
| USS Carl Vinson          | CVN-70     | Nimitz               | Porte-avions                | 13 mars 1982      | San Diego, Californie           | [ a 31 ]    |
| USS Carney               | DDG-64     | Arleigh Burke        | Destroyer                   | 13 avril 1996     | Mayport, Floride                | [ a 32 ]    |
| USS Carter Hall          | LSD-50     | Harpers Ferry        | Landing Ship Dock           | 7 janvier 1995    | Little Creek, Virginie          | [ a 33 ]    |
| USS Chafee               | DDG-90     | Arleigh Burke        | Destroyer                   | 18 octobre 2003   | Pearl Harbor, Hawaï             | [ a 34 ]    |
| USS Champion             | MCM-4      | Avenger              | Chasseur de mines           | 8 février 1991    | San Diego, Californie           | [ a 35 ]    |
| USS Charlotte            | SSN-766    | Los Angeles          | SNA                         | 16 septembre 1994 | Pearl Harbor, Hawaï             | [ a 36 ]    |
| USS Cheyenne             | SSN-773    | Los Angeles          | SNA                         | 13 septembre 1996 | Pearl Harbor, Hawaï             | [ a 37 ]    |
| USS Chicago              | SSN-721    | Los Angeles          | SNA                         | 27 septembre 1986 | Pearl Harbor, Hawaï             | [ a 38 ]    |
| USS Chief                | MCM-14     | Avenger              | Chasseur de mines           | 5 novembre 1994   | San Diego, Californie           | [ a 39 ]    |
| USS Chinook              | PC-9       | Cylone               | Patrouilleur                | 28 janvier 1995   | Bahreïn                         | [ a 40 ]    |
| USS Chosin               | CG-65      | Ticonderoga          | Croiseur                    | 12 janvier 1991   | Pearl Harbor, Hawaï             | [ a 41 ]    |
| USS Chung-Hoon           | DDG-93     | Arleigh Burke        | Destroyer                   | 18 septembre 2004 | Pearl Harbor, Hawaï             | [ a 42 ]    |
| USS Cole                 | DDG-67     | Arleigh Burke        | Destroyer                   | 8 juin 1996       | Norfolk, Virginie               | [ a 43 ]    |
| USS Columbia             | SSN-771    | Los Angeles          | SNA                         | 8 octobre 1995    | Pearl Harbor, Hawaï             | [ a 44 ]    |
| USS Columbus             | SSN-762    | Los Angeles          | SNA                         | 24 juillet 1993   | Pearl Harbor, Hawaï             | [ a 45 ]    |
| USS Comstock             | LSD-45     | Whidbey Island       | Landing Ship Dock           | 3 février 1990    | San Diego, Californie           | [ a 46 ]    |
| USS Connecticut          | SSN-22     | Seawolf              | SNA                         | 11 décembre 1998  | Kitsap, Washington              | [ a 47 ]    |
| USS Constitution         | Aucun      | Frégates originelles | Frégate à voiles            | 1er octobre 1797  | Boston, Massachusetts           | [ a 48 ]    |
| USS Coronado             | LCS-4      | Independence         | Littoral Combat Ship        | 8 avril 2014      | San Diego, Californie           | [ a 49 ]    |
| USS Cowpens              | CG-63      | Ticonderoga          | Croiseur                    | 3 mars 1991       | Yokosuka, Japon                 | [ a 50 ]    |
| USS Curtis Wilbur        | DDG-54     | Arleigh Burke        | Destroyer                   | 19 mars 1994      | Yokosuka, Japon                 | [ a 51 ]    |
| USS Dallas               | SSN-700    | Los Angeles          | SNA                         | 18 juillet 1981   | New London, Connecticut         | [ a 52 ]    |
| USS Decatur              | DDG-73     | Arleigh Burke        | Destroyer                   | 29 août 1998      | San Diego, Californie           | [ a 53 ]    |
| USS Detroit              | LCS-7      | Freedom              | Littoral Combat Ship        | 22 octobre 2016   | Base navale de Mayport, Floride | [ a 54 ]    |
| USS Devastator           | MCM-6      | Avenger              | Chasseur de mines           | 6 octobre 1990    | San Diego, Californie           | [ a 55 ]    |
| USS Dewey                | DDG-105    | Arleigh Burke        | Destroyer                   | 6 mars 2010       | San Diego, Californie           | [ a 56 ]    |
| USS Dextrous             | MCM-13     | Avenger              | Chasseur de mines           | 9 juillet 1994    | Bahreïn                         | [ a 57 ]    |
| USS Donald Cook          | DDG-75     | Arleigh Burke        | Destroyer                   | 4 décembre 1998   | Norfolk, Virginie               | [ a 58 ]    |
| USS Dwight D. Eisenhower | CVN-69     | Nimitz               | Porte-avions                | 18 octobre 1977   | Norfolk, Virginie               | [ a 59 ]    |
| USS Emory S. Land        | AS-39      | Emory S. Land        | Ravitailleur de sous-marins | 7 juillet 1979    | Diego Garcia                    | [ a 60 ]    |
| USS Essex                | LHD-2      | Wasp                 | Landing Helicopter Dock     | 17 octobre 1992   | San Diego, Californie           | [ a 61 ]    |
| USS Farragut             | DDG-99     | Arleigh Burke        | Destroyer                   | 10 juin 2006      | Mayport, Floride                | [ a 62 ]    |
| USS Firebolt             | PC-10      | Cyclone              | Patrouilleur                | 10 juin 1995      | Bahreïn                         | [ a 63 ]    |
| USS Fitzgerald           | DDG-62     | Arleigh Burke        | Destroyer                   | 14 octobre 1995   | Yokosuka, Japon                 | [ a 64 ]    |
| USS Florida              | SSGN-728   | Ohio                 | SSGN                        | 18 juin 1983      | Kings Bay, Géorgie              | [ a 65 ]    |
| USS Forrest Sherman      | DDG-98     | Arleigh Burke        | Destroyer                   | 28 janvier 2006   | Norfolk, Virginie               | [ a 66 ]    |
| USS Fort McHenry         | LSD-43     | Whidbey Island       | Landing Ship Dock           | 8 août 1987       | Little Creek, Virginie          | [ a 67 ]    |
| USS Fort Worth           | LCS-3      | Freedom              | Littoral Combat Ship        | 22 septembre 2012 | San Diego, Californie           | [ a 68 ]    |
| USS Frank Cable          | AS-40      | Emory S. Land        | Ravitailleur de sous-marins | 29 octobre 1979   | Joint Region Marianas, Guam     | [ a 69 ]    |
| USS Freedom              | LCS-1      | Freedom              | Littoral Combat Ship        | 8 novembre 2008   | San Diego, Californie           | [ a 70 ]    |
| USS George Washington    | CVN-73     | Nimitz               | Porte-avions                | 4 juillet 1992    | Yokosuka, Japon                 | [ a 71 ]    |
| USS George H. W. Bush    | CVN-77     | Nimitz               | Porte-avions                | 10 janvier 2009   | Norfolk, Virginie               | [ a 72 ]    |
| USS Georgia              | SSGN-729   | Ohio                 | SSGN                        | 11 février 1984   | Kings Bay, Géorgie              | [ a 73 ]    |
| USS Gemantown            | LDS-42     | Whidbey Island       | Landing Ship Dock           | 8 février 1986    | Sasebo, Japon                   | [ a 74 ]    |
| USS Gettysburg           | CG-64      | Ticonderoga          | Croiseur                    | 22 juin 1991      | Mayport, Floride                | [ a 75 ]    |
| USS Gladiator            | MCM-11     | Avenger              | Chasseur de mines           | 18 septembre 1993 | Sasebo, Japon                   | [ a 76 ]    |
| USS Gonzalez             | DDG-66     | Arleigh Burke        | Destroyer                   | 12 octobre 1996   | Norfolk, Virginie               | [ a 77 ]    |
| USS Gravely              | DDG-107    | Arleigh Burke        | Destroyer                   | 20 novembre 2010  | Norfolk, Virginie               | [ a 78 ]    |
| USS Green Bay            | LPD-20     | San Antonio          | Landing Platform Dock       | 14 janvier 2006   | San Diego, Californie           | [ a 79 ]    |
| USS Greeneville          | SSN-772    | Los Angeles          | SNA                         | 16 février 1996   | Pearl Harbor, Hawaï             | [ a 80 ]    |
| USS Gridley              | DDG-101    | Arleigh Burke        | Destroyer                   | 10 février 2007   | San Diego, Californie           | [ a 81 ]    |
| USS Gunston Hall         | LSD-44     | Whidbey Island       | Landing Ship Dock           | 22 avril 1989     | Little Creek, Virginie          | [ a 82 ]    |
| USS Halsey               | DDG-97     | Arleigh Burke        | Destroyer                   | 30 juillet 2005   | Pearl Harbor, Hawaï             | [ a 83 ]    |
| USS Hampton              | SSN-767    | Los Angeles          | SNA                         | 6 novembre 1993   | San Diego, Californie           | [ a 84 ]    |
| USS Harpers Ferry        | LSD-49     | Harpers Ferry        | Landing Ship Dock           | 7 janvier 1995    | San Diego, Californie           | [ a 85 ]    |
| USS Harry S. Truman      | CVN-75     | Nimitz               | Porte-avions                | 25 juillet 1998   | Norfolk, Virginie               | [ a 86 ]    |
| USS Hartford             | SSN-768    | Los Angeles          | SNA                         | 10 décembre 1994  | New London, Connecticut         | [ a 87 ]    |
| USS Hawaii               | SSN-776    | Virginia             | SNA                         | 5 mai 2007        | Pearl Harbor, Hawaï             | [ a 88 ]    |
| USS Helena               | SSN-725    | Los Angeles          | SNA                         | 11 juillet 1987   | San Diego, Californie           | [ a 89 ]    |
| USS Henry M. Jackson     | SSBN-730   | Ohio                 | SNLE                        | 6 octobre 1984    | Kitsap, Washington              | [ a 90 ]    |
| USS Higgins              | DDG-76     | Arleigh Burke        | Destroyer                   | 24 avril 1999     | San Diego, Californie           | [ a 91 ]    |
| USS Hopper               | DDG-70     | Arleigh Burke        | Destroyer                   | 6 septembre 1997  | Pearl Harbor, Hawaï             | [ a 92 ]    |
| USS Houston              | SSN-713    | Los Angeles          | SNA                         | 25 septembre 1982 | Joint Region Marianas, Guam     | [ a 93 ]    |
| USS Howard               | DDG-83     | Arleigh Burke        | Destroyer                   | 20 octobre 2001   | San Diego, Californie           | [ a 94 ]    |
| USS Hue City             | CG-66      | Ticonderoga          | Croiseur                    | 14 septembre 1991 | Mayport, Floride                | [ a 95 ]    |
| USS Hurricane            | PC-3       | Cyclone              | Patrouilleur                | 15 octobre 1993   | Little Creek, Virginie          | [ a 96 ]    |
| USS Illinois             | SSN-786    | Virginia             | SNA                         | 29 octobre 2016   | New London, Connecticut         | [ a 97 ]    |
| USS Independence         | LCS-2      | Independence         | Littoral Combat Ship        | 16 janvier 2010   | San Diego, Californie           | [ a 98 ]    |
| USS Iwo Jima             | LHD-7      | Wasp                 | Landing Helicopter Dock     | 30 juin 2001      | Norfolk, Virginie               | [ a 99 ]    |
| USS Jackson              | LCS-6      | Freedom              | Littoral Combat Ship        | 5 décembre 2015   | San Diego, Californie           | [ a 100 ]   |
| USS Jacksonville         | SSN-699    | Los Angeles          | SNA                         | 16 mai 1981       | Pearl Harbor, Hawaï             | [ a 101 ]   |
| USS James E. Williams    | DDG-95     | Arleigh Burke        | Destroyer                   | 11 décembre 2004  | Norfolk, Virginie               | [ a 102 ]   |
| USS Jason Dunham         | DDG-109    | Arleigh Burke        | Destroyer                   | 13 novembre 2010  | Norfolk, Virginie               | [ a 103 ]   |
| USS Jefferson City       | SSN-759    | Los Angeles          | SNA                         | 29 février 1992   | San Diego, Californie           | [ a 104 ]   |
| USS Jimmy Carter         | SSN-23     | Seawolf              | SNA                         | 19 février 2005   | Kitsap, Washington              | [ a 105 ]   |
| USS John C. Stennis      | CVN-74     | Nimitz               | Porte-avions                | 9 décembre 1995   | Kitsap, Washington              | [ a 106 ]   |
| USS John P. Murtha       | LPD-26     | San Antonio          | Landing Platform Dock       | 8 octobre 2016    | San Diego, Californie           | [ a 107 ]   |
| USS John Paul Jones      | DDG-53     | Arleigh Burke        | Destroyer                   | 18 décembre 1993  | San Diego, Californie           | [ a 108 ]   |
| USS John S. McCain       | DDG-56     | Arleigh Burke        | Destroyer                   | 2 juillet 1994    | Yokosuka, Japon                 | [ a 109 ]   |
| USS John Warner          | SSN-785    | Virginia             | SNA                         | 1er août 2015     | Norfolk, Virginie               | [ a 110 ]   |
| USS Kearsarge            | LHD-3      | Wasp                 | Landing Helicopter Dock     | 16 octobre 1993   | Norfolk, Virginie               | [ a 111 ]   |
| USS Kentucky             | SSBN-737   | Ohio                 | SNLE                        | 13 juillet 1991   | Kitsap, Washington              | [ a 112 ]   |
| USS Key West             | SSN-722    | Los Angeles          | SNA                         | 12 septembre 1987 | Pearl Harbor, Hawaï             | [ a 113 ]   |
| USS Kidd                 | DDG-100    | Arleigh Burke        | Destroyer                   | 9 juin 2007       | San Diego, Californie           | [ a 114 ]   |
| USS Laboon               | DDG-58     | Arleigh Burke        | Destroyer                   | 18 mars 1995      | Norfolk, Virginie               | [ a 115 ]   |
| USS Lake Champlain       | CG-57      | Ticonderoga          | Croiseur                    | 12 août 1988      | San Diego, Californie           | [ a 116 ]   |
| USS Lake Erie            | CG-70      | Ticonderoga          | Croiseur                    | 24 juillet 1993   | Pearl Harbor, Hawaï             | [ a 117 ]   |
| USS Lassen               | DDG-82     | Arleigh Burke        | Destroyer                   | 21 avril 2001     | Yokosuka, Japon                 | [ a 118 ]   |
| USS Leyte Gulf           | CG-55      | Ticonderoga          | Croiseur                    | 26 septembre 1987 | Norfolk, Virginie               | [ a 119 ]   |
| USS Louisiana            | SSBN-743   | Ohio                 | SNLE                        | 6 septembre 1997  | Pearl Harbor, Hawaï             | [ a 120 ]   |
| USS Louisville           | SSN-724    | Los Angeles          | SNA                         | 8 novembre 1986   | Pearl Harbor, Hawaï             | [ a 121 ]   |
| USS Mahan                | DDG-72     | Arleigh Burke        | Destroyer                   | 14 février 1998   | Norfolk, Virginie               | [ a 122 ]   |
| USS Maine                | SSBN-741   | Ohio                 | SNLE                        | 29 juillet 1995   | Kitsap, Washington              | [ a 123 ]   |
| USS Makin Island         | LHD-8      | Wasp                 | Embarcation de débarquement | 24 octobre 2009   | San Diego, Californie           | [ a 124 ]   |
| USS Maryland             | SSBN-738   | Ohio                 | SNLE                        | 13 juin 1992      | Kings Bay, Géorgie              | [ a 125 ]   |
| USS Mason                | DDG-87     | Arleigh Burke        | Destroyer                   | 12 avril 2003     | Norfolk, Virginie               | [ a 126 ]   |
| USS McCampbell           | DDG-85     | Arleigh Burke        | Destroyer                   | 17 août 2002      | Yokosuka, Japon                 | [ a 127 ]   |
| USS McFaul               | DDG-74     | Arleigh Burke        | Destroyer                   | 25 avril 1998     | Norfolk, Virginie               | [ a 128 ]   |
| USS Mesa Verde           | LPD-19     | San Antonio          | Landing Platform Dock       | 15 décembre 2007  | Norfolk, Virginie               | [ a 129 ]   |
| USS Micheal Murphy       | DDG-112    | Arleigh Burke        | Destroyer                   | 6 octobre 2012    | Pearl Harbor, Hawaï             | [ a 130 ]   |
| USS Michigan             | SSGN-727   | Ohio                 | SSGN                        | 11 septembre 1982 | Kitsap, Washington              | [ a 131 ]   |
| USS Milius               | DDG-69     | Arleigh Burke        | Destroyer                   | 23 novembre 1996  | San Diego, Californie           | [ a 132 ]   |
| USS Milwaukee            | LCS-5      | Freedom              | Littoral Combat Ship        | 21 novembre 2015  | Mayport, Floride                | [ a 133 ]   |
| USS Minnesota            | SSN-783    | Virginia             | SNA                         | 7 septembre 2013  | New London, Connecticut         | [ a 134 ]   |
| USS Mississippi          | SSN-782    | Virginia             | SNA                         | 2 juin 2012       | New London, Connecticut         | [ a 135 ]   |
| USS Missouri             | SSN-780    | Virginia             | SNA                         | 31 juillet 2010   | New London, Connecticut         | [ a 136 ]   |
| USS Mitscher             | DDG-57     | Arleigh Burke        | Destroyer                   | 10 décembre 1994  | Norfolk, Virginie               | [ a 137 ]   |
| USS Mobile Bay           | CG-53      | Ticonderoga          | Croiseur                    | 21 février 1987   | San Diego, Californie           | [ a 138 ]   |
| USS Momsen               | DDG-92     | Arleigh Burke        | Destroyer                   | 28 août 2004      | Everett, Washington             | [ a 139 ]   |
| USS Montgomery           | LCS-8      | Independence         | Littoral Combat Ship        | 10 septembre 2016 | San Diego, Californie           | [ a 140 ]   |
| USS Monterey             | CG-61      | Ticonderoga          | Croiseur                    | 16 juin 1990      | Norfolk, Virginie               | [ a 141 ]   |
| USS Montpelier           | SSN-765    | Los Angeles          | SNA                         | 13 mars 1993      | Norfolk, Virginie               | [ a 142 ]   |
| USS Mount Whitney        | LCC-20     | Blue Ridge           | Amphibious Command Ship     | 16 janvier 1971   | Gaeta, Italie                   | [ a 143 ]   |
| USS Monsoon              | PC-4       | Cylone               | Patrouilleur                | 22 janvier 1994   | Little Creek, Virginie          | [ a 144 ]   |
| USS Mustin               | DDG-89     | Arleigh Burke        | Destroyer                   | 26 juillet 2003   | Yokosuka, Japon                 | [ a 145 ]   |
| USS Nebraska             | SSBN-739   | Ohio                 | SNLE                        | 10 juillet 1993   | Kitsap, Washington              | [ a 146 ]   |
| USS Nevada (SSBN-733)    | SSBN-733   | Ohio                 | SNLE                        | 16 août 1986      | Kitsap, Washington              | [ a 147 ]   |
| USS New Hampshire        | SSN-778    | Virginia             | SNA                         | 25 octobre 2008   | New London, Connecticut         | [ a 148 ]   |
| USS New Mexico           | SSN-779    | Virginia             | SNA                         | 27 mars 2010      | New London, Connecticut         | [ a 149 ]   |
| USS New Orleans          | LPD-18     | San Antonio          | Landing Platform Dock       | 10 mars 2007      | San Diego, Californie           | [ a 150 ]   |
| USS New York             | LPD-21     | San Antonio          | Landing Platform Dock       | 7 novembre 2009   | Norfolk, Virginie               | [ a 151 ]   |
| USS Newport News         | SSN-750    | Los Angeles          | SNA                         | 3 juin 1989       | Norfolk, Virginie               | [ a 152 ]   |
| USS Nimitz               | CVN-68     | Nimitz               | Porte-avions                | 3 mai 1975        | Everett, Washington             | [ a 153 ]   |
| USS Nitze                | DDG-94     | Arleigh Burke        | Destroyer                   | 5 mars 2005       | Norfolk, Virginie               | [ a 154 ]   |
| USS Normandy             | CG-60      | Ticonderoga          | Croiseur                    | 9 décembre 1989   | Norfolk, Virginie               | [ a 155 ]   |
| USS North Carolina       | SSN-777    | Virginia             | SNA                         | 3 mai 2008        | New London, Connecticut         | [ a 156 ]   |
| USS North Dakota         | SSN-784    | Virginia             | SNA                         | 25 octobre 2014   | New London, Connecticut         | [ a 157 ]   |
| USS O'Kane               | DDG-77     | Arleigh Burke        | Destroyer                   | 23 octobre 1999   | Pearl Harbor, Hawaï             | [ a 158 ]   |
| USS Oak Hill             | LSD-51     | Harpers Ferry        | Landing Ship Dock           | 8 juin 1996       | Little Creek, Virginie          | [ a 159 ]   |
| USS Ohio                 | SSGN-726   | Ohio                 | SSGN                        | 11 novembre 1981  | Kitsap, Washington              | [ a 160 ]   |
| USS Oklahoma City        | SSN-723    | Los Angeles          | SNA                         | 9 juillet 1988    | Joint Region Marianas, Guam     | [ a 161 ]   |
| USS Olympia              | SSN-717    | Los Angeles          | SNA                         | 17 novembre 1984  | Pearl Harbor, Hawaï             | [ a 162 ]   |
| USS Oscar Austin         | DDG-79     | Arleigh Burke        | Destroyer                   | 19 août 2000      | Norfolk, Virginie               | [ a 163 ]   |
| USS Pasadena (SSN-752)   | SSN-752    | Los Angeles          | SNA                         | 11 février 1989   | Pearl Harbor, Hawaï             | [ a 164 ]   |
| USS Patriot              | MCM-7      | Avenger              | Chasseur de mines           | 13 décembre 1991  | Sasebo, Japon                   | [ a 165 ]   |
| USS Paul Hamilton        | DDG-60     | Arleigh Burke        | Destroyer                   | 27 mai 1995       | Pearl Harbor, Hawaï             | [ a 166 ]   |
| USS Pearl Harbor         | LSD-52     | Harpers Ferry        | Landing Ship Dock           | 30 mai 1998       | San Diego, Californie           | [ a 167 ]   |
| USS Pennsylvania         | SSBN-735   | Ohio                 | SNLE                        | 9 septembre 1989  | Kitsap, Washington              | [ a 168 ]   |
| USS Philippine Sea       | CG-58      | Ticonderoga          | Croiseur                    | 18 mars 1989      | Mayport, Floride                | [ a 169 ]   |
| USS Pinckney             | DDG-91     | Arleigh Burke        | Destroyer                   | 29 mai 2004       | San Diego, Californie           | [ a 170 ]   |
| USS Pioneer              | MCM-9      | Avenger              | Chasseur de mines           | 7 décembre 1992   | San Diego, Californie           | [ a 171 ]   |
| USS Pittsburgh           | SSN-720    | Los Angeles          | SNA                         | 23 novembre 1985  | New London, Connecticut         | [ a 172 ]   |
| USS Ponce                | AFSB(I)-15 | Trenton              | Afloat forward staging base | 10 juillet 1971   | Norfolk, Virginie               | [ a 173 ]   |
| USS Port Royal           | CG-73      | Ticonderoga          | Croiseur                    | 9 juillet 1994    | Pearl Harbor, Hawaï             | [ a 174 ]   |
| USS Porter               | DDG-78     | Arleigh Burke        | Destroyer                   | 20 mars 1999      | Norfolk, Virginie               | [ a 175 ]   |
| USS Preble               | DDG-88     | Arleigh Burke        | Destroyer                   | 9 novembre 2002   | San Diego, Californie           | [ a 176 ]   |
| USS Princeton            | CG-59      | Ticonderoga          | Croiseur                    | 11 février 1989   | San Diego, Californie           | [ a 177 ]   |
| USS Providence           | SSN-719    | Los Angeles          | SNA                         | 27 juillet 1985   | New London, Connecticut         | [ a 178 ]   |
| USS Pueblo               | AGER-2     | Banner               | Technical research ship     | 13 mai 1967       | N/A                             | ,           |
| USS Ramage               | DDG-61     | Arleigh Burke        | Destroyer                   | 22 juillet 1995   | Norfolk, Virginie               | [ a 180 ]   |
| USS Rhode Island         | SSBN-740   | Ohio                 | SNLE                        | 9 juillet 1994    | Kings Bay, Géorgie              | [ a 181 ]   |
| USS Robert Smalls        | CG-62      | Ticonderoga          | Croiseur                    | 4 novembre 1989   | San Diego, Californie           | [ a 182 ]   |
| USS Ronald Reagan        | CVN-76     | Nimitz               | Porte-avions                | 12 juillet 2003   | San Diego, Californie           | [ a 183 ]   |
| USS Roosevelt            | DDG-80     | Arleigh Burke        | Destroyer                   | 14 octobre 2000   | Mayport, Floride                | [ a 184 ]   |
| USS Ross                 | DDG-71     | Arleigh Burke        | Destroyer                   | 28 juin 1987      | Norfolk, Virginie               | [ a 185 ]   |
| USS Rushmore             | LDS-47     | Whidbey Island       | Landing Ship Dock           | 1er juin 1991     | San Diego, Californie           | [ a 186 ]   |
| USS Russell              | DDG-59     | Arleigh Burke        | Destroyer                   | 20 mai 1995       | San Diego, Californie           | [ a 187 ]   |
| USS Sampson              | DDG-102    | Arleigh Burke        | Destroyer                   | 3 novembre 2007   | San Diego, Californie           | [ a 188 ]   |
| USS San Antonio          | LPD-17     | San Antonio          | Landing Platform Dock       | 14 janvier 2006   | Norfolk, Virginie               | [ a 189 ]   |
| USS San Diego            | LPD-22     | San Antonio          | Landing Platform Dock       | 19 mai 2012       | San Diego, Californie           | [ a 190 ]   |
| USS San Francisco        | SSN-711    | Los Angeles          | SNA                         | 24 avril 1981     | San Diego, Californie           | [ a 191 ]   |
| USS San Jacinto          | CG-56      | Ticonderoga          | Croiseur                    | 23 janvier 1988   | Norfolk, Virginie               | [ a 192 ]   |
| USS San Juan             | SSN-751    | Los Angeles          | SNA                         | 6 août 1988       | New London, Connecticut         | [ a 193 ]   |
| USS Santa Fe             | SSN-763    | Los Angeles          | SNA                         | 8 janvier 1994    | Pearl Harbor, Hawaï             | [ a 194 ]   |
| USS Scout                | MCM-8      | Avenger              | Chasseur de mines           | 15 décembre 1990  | Bahreïn                         | [ a 195 ]   |
| USS Scranton             | SSN-756    | Los Angeles          | SNA                         | 26 janvier 1991   | Norfolk, Virginie               | [ a 196 ]   |
| USS Seawolf              | SSN-21     | Seawolf              | SNA                         | 19 juillet 1997   | Kitsap, Washington              | [ a 197 ]   |
| USS Sentry               | MCM-3      | Avenger              | Chasseur de mines           | 2 septembre 1989  | San Diego, Californie           | [ a 198 ]   |
| USS Shamal               | PC-13      | Cylone               | Patrouilleur                | 30 septembre 2011 | Little Creek, Virginie          | [ a 199 ]   |
| USS Shiloh               | CG-67      | Ticonderoga          | Croiseur                    | 18 juillet 1992   | Yokosuka, Japon                 | [ a 200 ]   |
| USS Shoup                | DDG-86     | Arleigh Burke        | Destroyer                   | 22 juin 2002      | Everett, Washington             | [ a 201 ]   |
| USS Sirocco              | PC-6       | Cylone               | Patrouilleur                | 11 juin 1994      | Bahreïn                         | [ a 202 ]   |
| USS Somerset             | LPD-25     | San Antonio          | Landing Platform Dock       | 1er mars 2014     | San Diego, Californie           | [ a 203 ]   |
| USS Springfield          | SSN-761    | Los Angeles          | SNA                         | 9 janvier 1993    | New London, Connecticut         | [ a 204 ]   |
| USS Spruance             | DDG-111    | Arleigh Burke        | Destroyer                   | 1er octobre 2011  | San Diego, Californie           | [ a 205 ]   |
| USS Squall               | PC-7       | Cylone               | Patrouilleur                | 4 juillet 1994    | Little Creek, Virginie          | [ a 206 ]   |
| USS Sterett              | DDG-104    | Arleigh Burke        | Destroyer                   | 9 août 2008       | San Diego, Californie           | [ a 207 ]   |
| USS Stethem              | DDG-63     | Arleigh Burke        | Destroyer                   | 21 octobre 1995   | Yokosuka, Japon                 | [ a 208 ]   |
| USS Stockdale            | DDG-106    | Arleigh Burke        | Destroyer                   | 18 avril 2009     | San Diego, Californie           | [ a 209 ]   |
| USS Stout                | DDG-55     | Arleigh Burke        | Destroyer                   | 13 août 1994      | Norfolk, Virginie               | [ a 210 ]   |
| USS Tempest              | PC-2       | Cylone               | Patrouilleur                | 23 août 2008      | Little Creek, Virginie          | [ a 211 ]   |
| USS Tennessee            | SSBN-734   | Ohio                 | SNLE                        | 17 décembre 1988  | Kings Bay, Géorgie              | [ a 212 ]   |
| USS Texas                | SSN-775    | Virginia             | SNA                         | 9 septembre 2006  | Pearl Harbor, Hawaï             | [ a 213 ]   |
| USS The Sullivans        | DDG-68     | Arleigh Burke        | Destroyer                   | 19 avril 1997     | Mayport, Floride                | [ a 214 ]   |
| USS Theodore Roosevelt   | CVN-71     | Nimitz               | Porte-avions                | 25 octobre 1986   | Norfolk, Virginie               | [ a 215 ]   |
| USS Thunderbolt          | PC-12      | Cylone               | Patrouilleur                | 7 octobre 1995    | Little Creek, Virginie          | [ a 216 ]   |
| USS Toledo               | SSN-769    | Los Angeles          | SNA                         | 24 février 1995   | New London, Connecticut         | [ a 217 ]   |
| USS Topeka               | SSN-754    | Los Angeles          | SNA                         | 21 octobre 1989   | San Diego, Californie           | [ a 218 ]   |
| USS Tornado              | PC-14      | Cylone               | Patrouilleur                | 6 décembre 2011   | Little Creek, Virginie          | [ a 219 ]   |
| USS Tortuga              | LSD-46     | Whidbey Island       | Landing Ship Dock           | 17 novembre 1990  | Sasebo, Japon                   | [ a 220 ]   |
| USS Truxtun              | DDG-103    | Arleigh Burke        | Destroyer                   | 25 avril 2009     | Norfolk, Virginie               | [ a 221 ]   |
| USS Tucson               | SSN-770    | Los Angeles          | SNA                         | 18 août 1995      | Pearl Harbor, Hawaï             | [ a 222 ]   |
| USS Typhoon              | PC-5       | Cylone               | Patrouilleur                | 12 février 1994   | Bahreïn                         | [ a 223 ]   |
| USS Vella Gulf           | CG-72      | Ticonderoga          | Croiseur                    | 18 septembre 1993 | Norfolk, Virginie               | [ a 224 ]   |
| USS Vicksburg            | CG-69      | Ticonderoga          | Croiseur                    | 14 novembre 1992  | Mayport, Floride                | [ a 225 ]   |
| USS Virginia             | SSN-774    | Virginia             | SNA                         | 23 octobre 2004   | New London, Connecticut         | [ a 226 ]   |
| USS Warrior              | MCM-10     | Avenger              | Chasseur de mines           | 7 avril 1993      | San Diego, Californie           | [ a 227 ]   |
| USS Wasp                 | LHD-1      | Wasp                 | Embarcation de débarquement | 29 juillet 1989   | Norfolk, Virginie               | [ a 228 ]   |
| USS Wayne E. Meyer       | DDG-108    | Arleigh Burke        | Destroyer                   | 10 octobre 2009   | San Diego, Californie           | [ a 229 ]   |
| USS West Virginia        | SSBN-736   | Ohio                 | SNLE                        | 20 octobre 1990   | Kings Bay, Géorgie              | [ a 230 ]   |
| USS Whidbey Island       | LSD-41     | Whidbey Island       | Landing Ship Dock           | 9 février 1985    | Little Creek, Virginie          | [ a 231 ]   |
| USS Whirlwind            | PC-11      | Cylone               | Patrouilleur                | 1er juillet 1995  | Bahreïn                         | [ a 232 ]   |
| USS William P. Lawrence  | DDG-110    | Arleigh Burke        | Destroyer                   | 19 mai 2011       | San Diego, Californie           | [ a 233 ]   |
| USS Winston S. Churchill | DDG-81     | Arleigh Burke        | Destroyer                   | 10 mars 2001      | Norfolk, Virginie               | [ a 234 ]   |
| USS Wyoming              | SSBN-742   | Ohio                 | SNLE                        | 13 juillet 1996   | Kings Bay, Géorgie              | [ a 235 ]   |
| USS Zephyr               | PC-8       | Cylone               | Patrouilleur                | 15 octobre 1994   | Little Creek, Virginie          | [ a 236 ]   |
| USS Zumwalt              | DDG-1000   | Zumwalt              | Destroyer                   | 15 octobre 2016   | San Diego, Californie           | [ a 237 ]   |

### Non-commissionnés
| Nom du navire                | Coque      | Classe                  | Type                         | Commentaire |
| ---------------------------- | ---------- | ----------------------- | ---------------------------- | ----------- |
| USNS 1st Lt. Baldomero Lopez | T-AK-3010  | 2nd Lt. John P. Bobo    | Maritime Prepositioning Ship | [ a 238 ]   |
| USNS 1st Lt. Harry L. Martin | T-AK 3015  | 1st Lt. Harry L. Martin | Maritime Prepositioning Ship | [ a 239 ]   |
| USNS 1st Lt. Jack Lummus     | T-AK-3011  | 2nd Lt. John P. Bobo    | Maritime Prepositioning Ship | [ a 240 ]   |
| USNS 2nd Lt. John P. Bobo    | T-AK-3008  | 2nd Lt. John P. Bobo    | Maritime Prepositioning Ship | [ a 241 ]   |
| USNS Able                    | T-AGOS-20  | Victorious              | Navire océanographique       | [ a 242 ]   |
| USNS Alan Shepard            | T-AKE-3    | Lewis and Clark         | Vraquier                     | [ a 243 ]   |
| USNS Amelia Earhart          | T-AKE-6    | Lewis and Clark         | Vraquier                     | [ a 244 ]   |
| USNS Apache                  | T-ATF-172  | Powhatan                | Remorqueur                   | [ a 245 ]   |
| USNS Arctic                  | T-AOE-8    | Supply                  | Fast combat support          | [ a 246 ]   |
| USNS Benavidez               | T-AKR-306  | Bob Hope                | Vehicle cargo ship           | [ a 247 ]   |
| USNS Big Horn                | T-AO-198   | Henry J. Kaiser         | Replenishment oiler          | [ a 248 ]   |
| USNS Bob Hope                | T-AKR-300  | Bob Hope                | Vehicle cargo ship           | [ a 249 ]   |
| USNS Bowditch                | T-AGS-62   | Pathfinder              | Navire océanographique       | [ a 250 ]   |
| USNS Bridge                  | T-AOE-10   | Supply                  | Fast combat support          | [ a 251 ]   |
| USNS Brittin                 | T-AKR-305  | Bob Hope                | Vehicle cargo ship           | [ a 252 ]   |
| USNS Bruce C. Heezen         | T-AGS-64   | Pathfinder              | Navire océanographique       | [ a 253 ]   |
| USNS Carl Brashear           | T-AKE-7    | Lewis and Clark         | Vraquier                     | [ a 254 ]   |
| USNS Catawba                 | T-ATF-168  | Powhatan                | Remorqueur                   | [ a 255 ]   |
| USNS Cesar Chavez            | T-AKE-14   | Lewis and Clark         | Vraquier                     | [ a 256 ]   |
| USNS Charles Drew            | T-AKE-10   | Lewis and Clark         | Vraquier                     | [ a 257 ]   |
| USNS Charlton                | T-AKR-314  | Watson                  | Vehicle cargo ship           | [ a 258 ]   |
| USNS Choctaw County          | JHSV-2     | Spearhead               | Joint High Speed Vessel      | [ a 259 ]   |
| USNS Comfort                 | T-AH-20    | Mercy                   | Navire-hôpital               | [ a 260 ]   |
| USNS Dahl                    | T-AKR-312  | Watson                  | Vehicle cargo ship           | [ a 261 ]   |
| USNS Effective               | T-AGOS-21  | Victorious              | Navire océanographique       | [ a 262 ]   |
| USNS Fall River              | T-EPF-4    | Spearhead               | Joint High Speed Vessel      | [ a 263 ]   |
| USNS Fisher                  | T-AKR-301  | Bob Hope                | Vehicle cargo ship           | [ a 264 ]   |
| USNS Gilliland               | T-AKR-298  | Gordon                  | Vehicle cargo ship           | [ a 265 ]   |
| USNS Gordon                  | T-AKR-296  | Gordon                  | Vehicle cargo ship           | [ a 266 ]   |
| USNS Grapple                 | T-ARS-53   | Safeguard               | Remorqueur                   | [ a 267 ]   |
| USNS Grasp                   | T-ARS-51   | Safeguard               | Remorqueur                   | [ a 268 ]   |
| USNS Guadalupe               | T-AO-200   | Henry J. Kaiser         | Replenishment oiler          | [ a 269 ]   |
| USNS Guam                    | HST-1      | Guam                    | Destroyer de transport       | [ a 270 ]   |
| USNS GySgt. Fred W. Stockham | T-AK-3017  | GySgt. Fred W. Stockham | Maritime Prepositioning Ship | [ a 271 ]   |
| USNS Henry J. Kaiser         | T-AO-187   | Henry J. Kaiser         | Replenishment oiler          | [ a 272 ]   |
| USNS Henson                  | T-AGS-63   | Pathfinder              | Navire océanographique       | [ a 273 ]   |
| USNS Howard O. Lorenzen      | T-AGM-25   |                         | Tracking                     | [ a 274 ]   |
| USNS Impeccable              | T-AGOS-23  | Impeccable              | Navire océanographique       | [ a 275 ]   |
| USNS Invincible              | T-AGM-24   |                         | Tracking                     | [ a 276 ]   |
| USNS John Ericsson           | T-AO-194   | Henry J. Kaiser         | Replenishment oiler          | [ a 277 ]   |
| USNS John Lenthall           | T-AO-189   | Henry J. Kaiser         | Replenishment oiler          | [ a 278 ]   |
| USNS Joshua Humphreys        | T-AO-188   | Henry J. Kaiser         | Replenishment oiler          | [ a 279 ]   |
| USNS Kanawha                 | T-AO-196   | Henry J. Kaiser         | Replenishment oiler          | [ a 280 ]   |
| USNS Lance Cpl. Roy M. Wheat | T-AK 3016  | Lance Cpl. Roy M. Wheat | Maritime Prepositioning Ship | [ a 281 ]   |
| USNS Laramie                 | T-AO-203   | Henry J. Kaiser         | Replenishment oiler          | [ a 282 ]   |
| USNS Lawrence H. Gianella    | T-AOT-1125 | Champion                | Navire-citerne               | [ a 283 ]   |
| USNS Leroy Grumman           | T-AO-195   | Henry J. Kaiser         | Replenishment oiler          | [ a 284 ]   |
| USNS Lewis and Clark         | T-AKE-1    | Lewis and Clark         | Vraquier                     | [ a 285 ]   |
| USNS Lewis B. Puller         | T-ESB-3    | Montford Point          | Expeditionary mobile base    | [ a 286 ]   |
| USNS Loyal                   | T-AGOS-22  | Victorious              | Navire océanographique       | [ a 287 ]   |
| USNS Maj. Stephen W. Pless   | T-AK-3007  | Sgt. Matej Kocak        | Maritime Prepositioning Ship | [ a 288 ]   |
| USNS Mary Sears              | T-AGS-65   | Pathfinder              | Navire océanographique       | [ a 289 ]   |
| USNS Matthew Perry           | T-AKE-9    | Lewis and Clark         | Vraquier                     | [ a 290 ]   |
| USNS Maury                   | T-AGS-66   | Pathfinder              | Navire océanographique       | [ a 291 ]   |
| USNS Medgar Evers            | T-AKE-13   | Lewis and Clark         | Vraquier                     | [ a 292 ]   |
| USNS Mendonca                | T-AKR-303  | Bob Hope                | Vehicle cargo ship           | [ a 293 ]   |
| USNS Mercy                   | T-AH-19    | Mercy                   | Navire-hôpital               | [ a 294 ]   |
| USNS Montford Point          | T-MLP-1    | Montford Point          | Mobile Landing Platform      | [ a 295 ]   |
| USNS Navajo                  | T-ATF-169  | Powhatan                | Remorqueur                   | [ a 296 ]   |
| USNS Pathfinder              | T-AGS-60   | Pathfinder              | Navire océanographique       | [ a 297 ]   |
| USNS Patuxent                | T-AO-201   | Henry J. Kaiser         | Replenishment oiler          | [ a 298 ]   |
| USNS Pecos                   | T-AO-197   | Henry J. Kaiser         | Replenishment oiler          | [ a 299 ]   |
| USNS PFC Dewayne T. Williams | T-AK-3009  | 2nd Lt. John P. Bobo    | Maritime Prepositioning Ship | [ a 300 ]   |
| USNS PFC Eugene A. Obregon   | T-AK-3006  | Sgt. Matej Kocak        | Maritime Prepositioning Ship | [ a 301 ]   |
| USNS Pililaau                | T-AKR-304  | Bob Hope                | Vehicle cargo ship           | [ a 302 ]   |
| USNS Pomeroy                 | T-AKR-316  | Watson                  | Vehicle cargo ship           | [ a 303 ]   |
| USNS Rainier                 | T-AOE-7    | Supply                  | Fast combat support          | [ a 304 ]   |
| USNS Rappahannock            | T-AO-204   | Henry J. Kaiser         | Replenishment oiler          | [ a 305 ]   |
| USNS Red Cloud               | T-AKR-313  | Watson                  | Vehicle cargo ship           | [ a 306 ]   |
| USNS Richard E. Byrd         | T-AKE-4    | Lewis and Clark         | Vraquier                     | [ a 307 ]   |
| USNS Robert E. Peary         | T-AKE-5    | Lewis and Clark         | Vraquier                     | [ a 308 ]   |
| USNS Sacagawea               | T-AKE-2    | Lewis and Clark         | Vraquier                     | [ a 309 ]   |
| USNS Salvor                  | T-ARS-52   | Safeguard               | Remorqueur                   | [ a 310 ]   |
| USNS Seay                    | T-AKR-302  | Bob Hope                | Vehicle cargo ship           | [ a 311 ]   |
| USNS Sgt. Matej Kocak        | T-AK-3005  | Sgt. Matej Kocak        | Maritime Prepositioning Ship | [ a 312 ]   |
| USNS Sgt. William R. Button  | T-AK-3012  | Sgt. William R. Button  | Maritime Prepositioning Ship | [ a 313 ]   |
| USNS Shughart                | T-AKR-295  | Shughart                | Vehicle cargo ship           | [ a 314 ]   |
| USNS Sioux                   | T-ATF-171  | Powhatan                | Remorqueur                   | [ a 315 ]   |
| USNS Sisler                  | T-AKR-311  | Watson                  | Vehicle cargo ship           | [ a 316 ]   |
| USNS Soderman                | T-AKR-317  | Watson                  | Vehicle cargo ship           | [ a 317 ]   |
| USNS Spearhead               | JHSV-1     | Spearhead               | Joint High Speed Vessel      | [ a 318 ]   |
| USNS Supply                  | T-AOE-6    | Supply                  | Fast combat support          | [ a 319 ]   |
| USNS Tippecanoe              | T-AO-199   | Henry J. Kaiser         | Replenishment oiler          | [ a 320 ]   |
| USNS Trenton                 | T-EPF-5    | Spearhead               | Expeditionary Fast Transport | [ a 321 ]   |
| USNS VADM K. R. Wheeler      | T-AG-5001  | VADM K. R. Wheeler      | Maritime Prepositioning Ship | [ a 322 ]   |
| USNS Victorious              | T-AGOS-19  | Victorious              | Navire océanographique       | [ a 323 ]   |
| USNS Wally Schirra           | T-AKE-8    | Lewis and Clark         | Vraquier                     | [ a 324 ]   |
| USNS Walter S. Diehl         | T-AO-193   | Henry J. Kaiser         | Replenishment oiler          | [ a 325 ]   |
| USNS Washington Chambers     | T-AKE-11   | Lewis and Clark         | Vraquier                     | [ a 326 ]   |
| USNS Waters                  | T-AGS-45   | Waters                  | Navire océanographique       | [ a 327 ]   |
| USNS Watkins                 | T-AKR-315  | Watson                  | Vehicle cargo ship           | [ a 328 ]   |
| USNS Watson                  | T-AKR-310  | Watson                  | Vehicle cargo ship           | [ a 329 ]   |
| USNS William McLean          | T-AKE-12   | Lewis and Clark         | Vraquier                     | [ a 330 ]   |
| USNS Yano                    | T-AKR-297  | Shughart                | Vehicle cargo ship           | [ a 331 ]   |
| USNS Yukon                   | T-AO-202   | Henry J. Kaiser         | Replenishment oiler          | [ a 332 ]   |
| USNS Zeus                    | T-ARCC-7   |                         | Câblier                      | [ a 333 ]   |

### Support
| Nom du navire                | Coque     | Classe                   | Type                   | Commentaire |
| ---------------------------- | --------- | ------------------------ | ---------------------- | ----------- |
| USS Arco                     | ARDM-5    |                          | Dock flottant          | [ a 334 ]   |
| USS Battle Point             | YTT-10    | Cape Flattery            | Torpilleur             | [ a 335 ]   |
| USS Canonchet                | YTB-823   | Natick                   | Patrouilleur           | [ a 336 ]   |
| MV Capt. Steven L. Bennett   | T-AK-4296 | Capt. Steven L. Bennett  | Porte-conteneurs       | [ a 337 ]   |
| USS Defiant                  | YT-804    | Valiant                  | Patrouilleur           | [ a 338 ]   |
| USS Dekanawida               | YTB-831   | Natick                   | Patrouilleur           | [ a 339 ]   |
| USS Discovery Bay            | YTT-11    | Cape Flattery            | Torpilleur             | [ a 340 ]   |
| USS Keokuk                   | YTB-771   | Natick                   | Patrouilleur           | [ a 341 ]   |
| RV Kilo Moana                | T-AGOR-26 | Kilo Moana               | Navire océanographique | [ a 342 ]   |
| USS Kittanning               | YTB-787   | Natick                   | Patrouilleur           | [ a 343 ]   |
| USS Manistee                 | YTB-782   | Natick                   | Patrouilleur           | [ a 344 ]   |
| MV Maj. Bernard F. Fisher    | T-AK-4396 | LTC Calvin P. Titus      | Porte-conteneurs       | [ a 345 ]   |
| USS Menominee                | YT-807    | Valiant                  | Patrouilleur           | [ a 346 ]   |
| USS Mercer                   | APL-39    |                          | Navire baraquement     | [ a 347 ]   |
| USS Muskegon                 | YTB-763   | Natick                   | Patrouilleur           | [ a 348 ]   |
| USS Neodesha                 | YTB-815   | Natick                   |                        | [ a 349 ]   |
| USS Nueces                   | APL-40    |                          | Navire baraquement     | [ a 350 ]   |
| USS Opelika                  | YTB-798   | Natick                   | Patrouilleur           | [ a 351 ]   |
| USS Paul F. Foster           | EDD-964   | Spruance                 | Self Defense Test Ship | [ a 352 ]   |
| USS Pokagon                  | YTB-836   | Natick                   | Patrouilleur           | [ a 353 ]   |
| USNS Prevail                 | IX-537    |                          |                        | [ a 354 ]   |
| USS Puyallup                 | YT-806    | Valiant                  | Patrouilleur           | [ a 355 ]   |
| USS Reliant                  | YT-803    | Valiant                  | Patrouilleur           | [ a 356 ]   |
| USS Santaquin                | YTB-824   | Natick                   | Patrouilleur           | [ a 357 ]   |
| USS Sea Fighter              | FSF-1     |                          | Littoral Combat Ship   | [ a 358 ]   |
| USS Seminole                 | YT-805    | Valiant                  | Patrouilleur           | [ a 359 ]   |
| MV Sgt. Matej Kocak          | T-AK-3005 | Cpl. Louis J. Hauge, Jr. | Cargo                  | [ a 360 ]   |
| MV Sgt. William R. Button    | T-AK-3012 | 2nd Lt. John P. Bobo     | Cargo                  | [ a 361 ]   |
| USS Shippingport             | ARDM-4    |                          | Dock flottant          | [ a 362 ]   |
| MV SSG Edward A. Carter, Jr. | T-AK-4544 |                          | Porte-conteneurs       | [ a 363 ]   |
| USS Skenandoa                | YTB-835   | Natick                   | Patrouilleur           | [ a 364 ]   |
| USS Valiant                  | YT-802    | Valiant                  | Patrouilleur           | [ a 365 ]   |
| USS Wanamassa                | YTB-820   | Natick                   | Patrouilleur           | [ a 366 ]   |

### Réserve
Les navires de la Ready Reserve Force sont gérés par la United States Maritime Administration et font partie de l’inventaire des navires de l'United States Navy. Si ces navires viennent à être activés, ils seront placés sur le commandement du Military Sealift Command.
| Nom du navire               | Coque      | Classe         | Type                            | Commentaire |
| --------------------------- | ---------- | -------------- | ------------------------------- | ----------- |
| GTS Admiral W. M. Callaghan | T-AKR-1001 |                | Vehicle cargo ship              | [ a 367 ]   |
| SS Algol                    | T-AKR-287  | Algol          | Vehicle cargo ship              | [ a 368 ]   |
| SS Altair                   | T-AKR-291  | Algol          | Vehicle cargo ship              | [ a 369 ]   |
| SS Antares                  | T-AKR-294  | Algol          | Vehicle cargo ship              | [ a 370 ]   |
| SS Bellatrix                | T-AKR-288  | Algol          | Vehicle cargo ship              | [ a 371 ]   |
| MV Cape Decision            | T-AKR-5054 | Cape Ducato    | Vehicle cargo ship              | [ a 372 ]   |
| MV Cape Diamond             | T-AKR-5055 | Cape Ducato    | Vehicle cargo ship              | [ a 373 ]   |
| MV Cape Domingo             | T-AKR-5053 | Cape Ducato    | Vehicle cargo ship              | [ a 374 ]   |
| MV Cape Douglas             | T-AKR-5052 | Cape Ducato    | Vehicle cargo ship              | [ a 375 ]   |
| MV Cape Ducato              | T-AKR-5051 | Cape Ducato    | Vehicle cargo ship              | [ a 376 ]   |
| MV Cape Edmont              | T-AKR-5069 | Cape Ducato    | Vehicle cargo ship              | [ a 377 ]   |
| SS Cape Farewell            | T-AK-5073  | Cape Flattery  | Cargo                           | [ a 378 ]   |
| SS Cape Flattery            | AK-5070    | Cape Flattery  | Cargo                           | [ a 379 ]   |
| SS Cape Gibson              | T-AK-5051  |                | Cargo                           | [ a 380 ]   |
| SS Cape Girardeau           | T-AK-2039  |                | Cargo                           | [ a 381 ]   |
| MV Cape Henry               | T-AKR-5067 | Cape Ducato    | Vehicle cargo ship              | [ a 382 ]   |
| MV Cape Horn                | T-AKR-5068 | Cape Ducato    | Vehicle cargo ship              | [ a 383 ]   |
| MV Cape Hudson              | T-AKR-5066 | Cape Ducato    | Vehicle cargo ship              | [ a 384 ]   |
| SS Cape Inscription         | T-AKR-5076 | Cape Ducato    | Vehicle cargo ship              | [ a 385 ]   |
| SS Cape Intrepid            | T-AKR-11   | Cape Island    | Vehicle cargo ship              | [ a 386 ]   |
| SS Cape Isabel              | T-AKR-5062 | Cape Ducato    | Vehicle cargo ship              | [ a 387 ]   |
| SS Cape Island              | T-AKR-10   | Cape Island    | Vehicle cargo ship              | [ a 388 ]   |
| SS Cape Jacob               | T-AK-5029  |                | Cargo                           | [ a 389 ]   |
| MV Cape Kennedy             | T-AKR-5083 | Cape Ducato    | Vehicle cargo ship              | [ a 390 ]   |
| MV Cape Knox                | T-AKR-5082 | Cape Ducato    | Vehicle cargo ship              | [ a 391 ]   |
| SS Cape May                 | T-AKR-5063 |                | Vehicle cargo ship              | [ a 392 ]   |
| SS Cape Mohican             | T-AKR-5065 |                | Vehicle cargo ship              | [ a 393 ]   |
| MV Cape Orlando             | T-AKR-2044 | Cape Ducato    | Vehicle cargo ship              | [ a 394 ]   |
| MV Cape Race                | T-AKR-9960 | Cape Ducato    | Vehicle cargo ship              | [ a 395 ]   |
| MV Cape Ray                 | T-AKR-9679 | Cape Ducato    | Vehicle cargo ship              | [ a 396 ]   |
| MV Cape Rise                | T-AKR-9678 | Cape Ducato    | Vehicle cargo ship              | [ a 397 ]   |
| MV Cape Taylor              | T-AKR-113  | Cape Ducato    | Vehicle cargo ship              | [ a 398 ]   |
| MV Cape Texas               | T-AKR-112  | Cape Ducato    | Vehicle cargo ship              | [ a 399 ]   |
| MV Cape Trinity             | T-AKR-9711 | Cape Ducato    | Vehicle cargo ship              | [ a 400 ]   |
| MV Cape Victory             | T-AKR-9701 | Cape Ducato    | Vehicle cargo ship              | [ a 401 ]   |
| MV Cape Vincent             | T-AKR-9666 | Cape Ducato    | Vehicle cargo ship              | [ a 402 ]   |
| MV Cape Washington          | T-AKR-9961 | Cape Ducato    | Vehicle cargo ship              | [ a 403 ]   |
| MV Cape Wrath               | T-AKR-9962 | Cape Ducato    | Vehicle cargo ship              | [ a 404 ]   |
| SS Capella                  | T-AKR-293  | Algol          | Vehicle cargo ship              | [ a 405 ]   |
| SS Cornhusker State         | T-ACS-6    | Gopher State   | Vraquier à grue                 | [ a 406 ]   |
| SS Curtiss                  | T-AVB-4    | Wright         | Aviation logistics support ship | [ a 407 ]   |
| SS Denebola                 | T-AKR-289  | Algol          | Vehicle cargo ship              | [ a 408 ]   |
| SS Flickertail State        | T-ACS-5    | Gopher State   | Vraquier à grue                 | [ a 409 ]   |
| SS Gem State                | T-ACS-2    | Keystone State | Vraquier à grue                 | [ a 410 ]   |
| SS Gopher State             | T-ACS-4    | Gopher State   | Vraquier à grue                 | [ a 411 ]   |
| SS Grand Canyon State       | T-ACS-3    | Keystone State | Vraquier à grue                 | [ a 412 ]   |
| SS Keystone State           | T-ACS-1    | Keystone State | Vraquier à grue                 | [ a 413 ]   |
| SS Petersburg               | T-AOT-9101 | Chesapeake     | Navire-citerne                  | [ a 414 ]   |
| SS Pollux                   | T-AKR-290  | Algol          | Vehicle cargo ship              | [ a 415 ]   |
| SS Regulus                  | T-AKR-292  | Algol          | Vehicle cargo ship              | [ a 416 ]   |
| SS Wright                   | T-AVB-3    | Wright         | Aviation logistics support ship | [ a 417 ]   |

## Futurs navires

### En construction
| Nom du navire                 | Coque    | Classe         | Type                         | Quille            | Lancement         | Commentaires |
| ----------------------------- | -------- | -------------- | ---------------------------- | ----------------- | ----------------- | ------------ |
| Gerald R. Ford                | CVN-78   | Gerald R. Ford | Porte-avions                 | 13 novembre 2009  | 9 novembre 2013   | [ a 418 ]    |
| John F. Kennedy               | CVN-79   | Gerald R. Ford | Porte-avions                 | 20 juillet 2015   |                   | [ a 419 ]    |
| Tripoli                       | LHA-7    | America        | Embarcation de débarquement  | 3 mai 2014        |                   | [ a 420 ]    |
| Little Rock                   | LCS-9    | Freedom        | Littoral combat ship         | 27 juin 2013      | 18 juillet 2015   | [ a 421 ]    |
| USS Gabrielle Giffords        | LCS-10   | Independence   | Littoral Combat Ship         | 16 avril 2014     | 25 février 2015   | [ a 422 ]    |
| Sioux City                    | LCS-11   | Freedom        | Littoral combat ship         | 19 février 2014   | 30 janvier 2016   | [ a 423 ]    |
| Omaha                         | LCS-12   | Independence   | Littoral combat ship         | 18 février 2015   | 20 novembre 2015  | [ a 424 ]    |
| Wichita                       | LCS-13   | Freedom        | Littoral combat ship         | 9 février 2015    | 17 septembre 2016 | [ a 425 ]    |
| Manchester                    | LCS-14   | Independence   | Littoral combat ship         | 29 juin 2015      | 13 mai 2016       | [ a 426 ]    |
| Billings                      | LCS-15   | Freedom        | Littoral combat ship         | 2 novembre 2015   |                   | [ a 427 ]    |
| Tulsa                         | LCS-16   | Independence   | Littoral combat ship         | 11 janvier 2016   |                   | [ a 428 ]    |
| USS Indianapolis              | LCS-17   | Freedom        | Littoral Combat Ship         | 18 juillet 2016   |                   | [ a 429 ]    |
| USS Charleston                | LCS-18   | Independence   | Littoral combat ship         | 28 juin 2016      |                   | [ a 430 ]    |
| John Finn                     | DDG-113  | Arleigh Burke  | Destroyer                    | 4 novembre 2013   | 28 mars 2015      | [ a 431 ]    |
| Ralph Johnson                 | DDG-114  | Arleigh Burke  | Destroyer                    | 9 décembre 2013   | 12 décembre 2015  | [ a 432 ]    |
| Rafael Peralta                | DDG-115  | Arleigh Burke  | Destroyer                    | 19 novembre 2014  | 1er novembre 2015 | [ a 433 ]    |
| Thomas Hudner                 | DDG-116  | Arleigh Burke  | Destroyer                    | 6 novembre 2015   |                   | [ a 434 ]    |
| Paul Ignatius                 | DDG-117  | Arleigh Burke  | Destroyer                    | 11 septembre 2015 |                   | [ a 435 ]    |
| Delbert D. Black              | DDG-119  | Arleigh Burke  | Destroyer                    | 23 mai 2016       |                   | [ a 436 ]    |
| USS Frank E. Petersen Jr.     | DDG-121  | Arleigh Burke  | Destroyer                    | 21 février 2017   |                   | [ a 437 ]    |
| Michael Monsoor               | DDG-1001 | Zumwalt        | Destroyer                    | 23 mai 2013       |                   | [ a 438 ]    |
| Lyndon B. Johnson             | DDG-1002 | Zumwalt        | Destroyer                    | 30 janvier 2017   |                   | [ a 439 ]    |
| Portland                      | LPD-27   | San Antonio    | Landing Platform Dock        | 8 février 2013    | 13 février 2016   | [ a 440 ]    |
| USS Washington                | SSN-787  | Virginia       | SNA                          | 22 novembre 2014  | 25 mars 2016      | [ a 441 ]    |
| USS Colorado                  | SSN-788  | Virginia       | SNA                          | 7 mars 2015       |                   | [ a 442 ]    |
| USS Indiana                   | SSN-789  | Virginia       | SNA                          | 16 mai 2015       |                   | [ a 443 ]    |
| USS South Dakota              | SSN-790  | Virginia       | SNA                          | 4 avril 2016      |                   | [ a 444 ]    |
| USS Delaware                  | SSN-791  | Virginia       | SNA                          | 30 avril 2016     |                   | [ a 445 ]    |
| USNS Hershel "Woody" Williams | T-ESB-4  | Montford Point | Mobile Landing Platform      | 18 décembre 2015  |                   | [ a 446 ]    |
| USNS Yuma                     | T-EPF-8  | Spearhead      | Expeditionary Fast Transport | 29 mars 2016      | 17 septembre 2016 | [ a 447 ]    |
| USNS City of Bismarck         | T-EPF-9  | Spearhead      | Expeditionary Fast Transport | 18 janvier 2017   |                   | [ a 448 ]    |

### Prévus
| Nom du navire                 | Coque    | Classe         | Type                         | Commentaire |
| ----------------------------- | -------- | -------------- | ---------------------------- | ----------- |
| USS Enterprise                | CVN-80   | Gerald R. Ford | Porte-avions                 | [ a 449 ]   |
| USS Bougainville              | LHA-8    | America        | Amphibious assault ship      | ,           |
| Daniel Inouye                 | DDG-118  | Arleigh Burke  | Destroyer                    | [ a 450 ]   |
| USS Carl M. Levin             | DDG-120  | Arleigh Burke  | Destroyer                    | [ a 451 ]   |
| USS John Basilone             | DDG-122  | Arleigh Burke  | Destroyer                    | [ a 452 ]   |
| USS Lenah H. Sutcliffe Higbee | DDG-123  | Arleigh Burke  | Destroyer                    | [ a 453 ]   |
| USS Harvey C. Barnum Jr.      | DDG-124  | Arleigh Burke  | Destroyer                    | ,           |
| USS Jack H. Lucas             | DDG-125  | Arleigh Burke  | Destroyer                    | [ a 455 ]   |
| USS Louis H. Wilson Jr.       | DDG-126  | Arleigh Burke  | Destroyer                    | [ a 456 ]   |
| USS Vermont                   | SSN-792  | Virginia       | SNA                          | [ a 457 ]   |
| USS Oregon                    | SSN-793  | Virginia       | SNA                          | [ a 458 ]   |
| USS Montana                   | SSN-794  | Virginia       | SNA                          | [ a 459 ]   |
| USS Hyman G. Rickover         | SSN-795  | Virginia       | SNA                          | [ a 460 ]   |
| USS New Jersey                | SSN-796  | Virginia       | SNA                          | [ a 461 ]   |
| USS Iowa                      | SSN-797  | Virginia       | SNA                          | [ a 462 ]   |
| USS Massachusetts             | SSN-798  | Virginia       | SNA                          | [ a 463 ]   |
| USS Idaho                     | SSN-799  | Virginia       | SNA                          | [ a 464 ]   |
| USS Arkansas                  | SSN-800  | Virginia       | SNA                          | [ a 465 ]   |
| USS Utah                      | SSN-801  | Virginia       | SNA                          | [ a 466 ]   |
| USS Columbia                  | SSBN-826 | Columbia       | SSBN                         | [ a 467 ]   |
| USS St. Louis                 | LCS-19   | Freedom        | Littoral combat ship         | [ a 468 ]   |
| USS Cincinnati                | LCS-20   | Independence   | Littoral combat ship         | [ a 469 ]   |
| USS Minneapolis/St. Paul      | LCS-21   | Freedom        | Littoral combat ship         | [ a 470 ]   |
| USS Kansas City               | LCS-22   | Independence   | Littoral combat ship         | [ a 471 ]   |
| USS Cooperstown               | LCS-23   | Freedom        | Littoral combat ship         | [ a 472 ]   |
| USS Oakland                   | LCS-24   | Independence   | Littoral combat ship         | [ a 473 ]   |
| USS Marinette                 | LCS-25   | Freedom        | Littoral combat ship         | ,           |
| USS Mobile                    | LCS-26   | Independence   | Littoral combat ship         | ,           |
| USS Fort Lauderdale           | LPD-28   | San Antonio    | Landing Platform Dock        | ,           |
| USNS John Lewis               | T-AO-205 | John Lewis     | Replenishment oiler          | [ a 476 ]   |
| USNS Harvey Milk              | T-AO-206 | John Lewis     | Replenishment oiler          | ,           |
| USNS Earl Warren              | T-AO-207 | John Lewis     | Replenishment oiler          | ,           |
| USNS Robert F. Kennedy        | T-AO-208 | John Lewis     | Replenishment oiler          | ,           |
| USNS Lucy Stone               | T-AO-209 | John Lewis     | Replenishment oiler          | ,           |
| USNS Sojourner Truth          | T-AO-210 | John Lewis     | Replenishment oiler          | ,           |
| USNS Burlington               | T-EPF-10 | Spearhead      | Expeditionary Fast Transport | [ a 482 ]   |
| USNS Puerto Rico              | T-EPF-11 | Spearhead      | Expeditionary Fast Transport | [ a 483 ]   |
| USNS Newport                  | T-EPF-12 | Spearhead      | Expeditionary Fast Transport | ,           |
| USNS Miguel Keith             | T-ESB-5  | Montford Point | Mobile Landing Platform      | [ a 485 ]   |